# Juntos Vamos Além
Juntos Vamos Além es el primero álbum de debut del cantautor brasileño Biel, lanzado el 29 de abril de 2017 por Warner Music Brasil.

## Lista de Canciones
| Juntos Vamos Além — Audio |                                          |          |  |
| N.º                       | Título                                   | Duración |  |
| 1.                        | «Demorô (Leo Breanza Remix)»             |          |  |
| 2.                        | «Morango e Chocolate»                    |          |  |
| 3.                        | «Química»                                |          |  |
| 4.                        | «Boquinha (DJ Batata & DJ Rick Bonadio)» |          |  |
| 5.                        | «Pipa Voada»                             |          |  |
| 6.                        | «Melhor Assim (feat. Ludmilla)»          |          |  |
| 7.                        | «Basta Ser Intenso»                      |          |  |
| 8.                        | «Cheio de Maldade»                       |          |  |
| 9.                        | «Tô Tirando Onda»                        |          |  |
| 10.                       | «Feliz Demais»                           |          |  |
| 11.                       | «Romeu e Julieta»                        |          |  |
| 12.                       | «Slowmotion»                             |          |  |
| 13.                       | «Pimenta (Remix Sergio Santos)»          |          |  |